# كولومان
كولومان (1070 - 1116) (بالمجرية: Könyves Kálmán) كان ملك المجر من عام 1095 حتى عام 1116. كان ابن الملك لازلو الأول وجوفيا (صوفيا) فون لوز.
أراد لازلو الأول أن يخلفه في الحكم ابن عم كولومان وهو الأمير ألموش. يقال بأن السبب كان أن كولومان كانت به عاهة جسدية، رأي والده بأنه غير مناسب ليكون في منصب الملك بسبب بعض المعتقدات في القرون الوسطى. لم يرد لازلو منع ابنه من جميع المناصب، فأراده أن يكون أسقفاً (قسيساً) عوضاً عن منصب الملك. بعث كولومان للتعلم فيما بعد، فحصل على لقب "Könyves" أي «المولع بالكتب والمطالعة».
الظروف التي أدت لوصول كولومان إلى حكم مملكة المجر بعد وفاة والده لازلو الأول غير معروفة. لربما حصل على توصية باباوية لأن رجال الدين المعينين لا يمكن أن يصبحوا ملوكاً. توفي لازلو الأول قبل أن يحقق حلمه بقيادة حملة صليبية. ابنه كولومان الذي كان في بولندا عاد للمجر قبل رحيل أبيه بقليل، بعد أن حكم لمدة تسعة عشر عاماً. لم يرد كولومان أن يحقق ما حلم به والده، ولكنه سمح في البداية لجيوش الحملات الصليبية بالمرور خلال المجر. حينما واصلت الحملة الصليبية الأولى عام 1096 طريقها نحو البلاد، وضع كولومان قيوداً أكبر على الجيوش المتتالية، كأخذ رهائن وتجنيد جيشه الخاص لحماية التقدم.
غير كولومان السياسة الخارجية للمجر، فحينما طلب لازلو الأول من إمبراطورية الروم المقدسة المساعدة حينما كان يشن حرباً على كرواتيا، بدلاً من طلب ذلك من البابا، أراد كولومان في المقابل أن يكون على علاقة جيدة مع الكرسي الرسولي. هذا لم يمنعه من مواصلة الحرب على كرواتيا أو من فتح دلماطيا. وافق البابا في النهاية على منحه حق تعيين الأساقفة.
حاول الأمير ألموش عدة مرات للوصول إلى العرش في زمن حكم كولومان، ولكن جميع محاولاته لم تنجح. بعدما سامح تمردات أخيه، أجبر كولومان على العدل ضده في عام 1115، رغم أنه غير قانون الإعدام إلى إعماء ألموش وابنه الصغير بيلا الثاني من المجر.
توفي كولومان في 3 فبراير 1116، ودفن في مدينة سيكيشفيهيرفار، بالقرب من القديس ستيفين الأول.